# 帶紋普提魚
帶紋普提魚，為輻鰭魚綱鱸形目隆頭魚亞目隆頭魚科的其中一種。

## 分布
本魚分布於東太平洋區，包括加拉巴哥群島、智利、哥倫比亞、哥斯大黎加、尼加拉瓜、墨西哥、巴拿馬、薩爾瓦多、宏都拉斯等海域。

## 深度
水深5至76公尺。

## 特徵
本魚體長型；頭大，頭部背面輪廓幾成直線。上下頜突出，前側各具 4犬齒，上頜兩側各具 1大圓犬齒。頰部與鰓蓋被鱗，側線平滑連續。吻略延長，但未形成管狀，背鰭硬棘間缺刻明顯如鋸齒狀，尾鰭末端呈截形，但上下葉鰭條略突出。雌魚眼紅色，體色以白色為基底，具有紅色網狀紋，從頭部至尾柄有數條黑色相連或部相連的黑色縱紋或縱斑，尾鰭、背鰭後緣及臀鰭後員為黃色。體長可達76公分。

## 生態
本魚棲息於岩石礁或珊瑚礁區。有時也發現於砂質底部或海草床。獨居性或小群活動。屬肉食性，以螃蟹、海星、軟體動物與海膽等為食。晚上則在岩石的裂縫與裂隙與洞穴中成團睡覺。

## 經濟利用
可作為食用魚或觀賞魚。